# Hrabia Dunmore

## Informacje ogólne
- Dodatkowymi tytułami hrabiego Dunmore są:
  - wicehrabia Fincastle
  - lord Murray of Blair, Moulin i Tillimet
- Najstarszy syn hrabiego Dunmore nosi tytuł wicehrabiego Fincastle

Hrabiowie Dunmore 1. kreacji (parostwo Szkocji)
- 1686–1710: Charles Murray, 1. hrabia Dunmore
- 1710–1752: John Murray, 2. hrabia Dunmore
- 1752–1756: William Murray, 3. hrabia Dunmore
- 1756–1809: John Murray, 4. hrabia Dunmore
- 1809–1836: George Murray, 5. hrabia Dunmore
- 1836–1845: Alexander Edward Murray, 6. hrabia Dunmore
- 1845–1907: Charles Adolphus Murray, 7. hrabia Dunmore
- 1907–1962: Alexander Edward Murray, 8. hrabia Dunmore
- 1962–1980: John Alexander Murray, 9. hrabia Dunmore
- 1980–1981: Reginald Arthur Murray, 10. hrabia Dunmore
- 1981–1995: Kenneth Randolph Murray, 11. hrabia Dunmore
- 1995 -: Malcolm Kenneth Murray, 12. hrabia Dunmore